# Verônica Brito
Pour les articles homonymes, voir Brito.
Verônica Maria Cavalcanti de Brito est une joueuse brésilienne de volley-ball née le 3 février 1986 à Rio de Janeiro. Elle mesure 1,84 m et joue au poste de réceptionneuse-attaquante. Elle a totalisé 43 sélections en équipe du Brésil.

## Clubs
| Club                     | De        | À         |
| ------------------------ | --------- | --------- |
| Botafogo FR              | 1997-1998 | 1998-1999 |
| Tijuca Tênis Clube       | 1999-2000 | 2000-2001 |
| Fluminense Football Club | 2001-2002 | 2002-2003 |
| Macaé Sports             | 2003-2004 | 2004-2005 |
| Minas Tênis Clube        | 2005-2006 | 2006-2007 |
| AD Brusque               | 2007-2008 | 2009-2010 |
| EC Pinheiros             | 2010-2011 | 2010-2011 |
| İqtisadçı VK             | 2011-2012 | 2011-2012 |
| Clube Curitibano         | jan 2018  | …         |

## Palmarès
- Championnat d'Amérique du Sud  des moins de 18 ans
  - Vainqueur : 2002.
- Championnat d'Amérique du Sud  des moins de 20 ans
  - Vainqueur : 2004.
- Championnat du monde des moins de 20 ans
  - Vainqueur : 2005.